# Parafia św. Jana Chrzciciela w Pawłowicach
Parafia św. Jana Chrzciciela w Pawłowicach – jedna z 10 parafii dekanatu lipskiego diecezji radomskiej.

## Historia
Parafia w Pawłowicach została erygowana w  pierwszej XVIII wieku, choć na terenie miejscowości już od połowy XVI wieku stał kościół drewniany. Pierwotny kościół został zastąpiony nowym (także drewnianym) w 1753 roku, wzniesionym z fundacji kapituły krakowskiej. Gdy w 1882 roku spłonął, na jego miejscu wzniesiono z kamienia obecną świątynię w stylu neogotyckim, która została konsekrowana w 1885 roku przez bp. Antoniego Sotkiewicza. Był on restaurowany w 1984 i w 1989 r. Świątynia jest budowlą wzniesioną z kamienia. 

## Proboszczowie
- 1943–1959 – ks. Jan Suwara
- 1959–1967 – ks. Bernard Gabryszewski
- 1967–1997 – ks. Tadeusz Podkowa
- 1997–2000 – ks. Wacław Sztandera
- 2000–2021 – ks. kan. Jan Rudniewski
- od 2021 – ks. Mariusz Krycia

## Zasięg parafii
Na obszarze parafii leżą: Helenów, Kępa Kolczyńska, Kępa Piotrowińska, Kostusin, Las Gliniański, Słuszczyn, Marianów, Ostrów, Pawłowice, Wola Pawłowska, Sadkowice, Sadkowice-Kolonia, Glina.